# Aletta van Manen
Aletta van Manen (Wageningen, 20 oktober 1958) is een Nederlands voormalig hockeyster. Ze speelde tussen 1983 en 1988 in totaal 81 wedstrijden voor de Nederlandse hockeyploeg. Ze deed twee keer mee aan de Olympische Spelen. Bij de Olympische Spelen van 1984 in Los Angeles won ze met het Nederlands elftal goud en bij de Olympische Zomerspelen van 1988 in Seoel won ze brons. 
Verder won ze goud op de Champions Trophy en het Europees kampioenschap hockey in 1987. Van Manen was als speelster actief voor HC Wageningen en HGC.
Carina Benninga · 
Det de Beus · 
Fieke Boekhorst · 
Marjolein Bolhuis-Eijsvogel · 
Marieke van Doorn · 
Irene Hendriks · 
Elsemiek Hillen · 
Aletta van Manen · 
Anneloes Nieuwenhuizen · 
Martine Ohr · 
Sandra Le Poole · 
Alette Pos · 
Lisette Sevens · 
Sophie von Weiler · 
Laurien Willemse · 
Margriet Zegers · 
Coach: Gijs van Heumen
Willemien Aardenburg · 
Carina Benninga · 
Det de Beus · 
Marjolein Bolhuis-Eijsvogel · 
Yvonne Buter · 
Marieke van Doorn · 
Annemieke Fokke · 
Noor Holsboer · 
Lisanne Lejeune · 
Helen Lejeune-van der Ben · 
Aletta van Manen · 
Anneloes Nieuwenhuizen · 
Martine Ohr · 
Sophie von Weiler · 
Laurien Willemse · 
Ingrid Wolff ·
Coach: Gijs van Heumen